# 4995 Griffin
4995 Griffin è un asteroide areosecante della fascia principale. Scoperto nel 1984, presenta un'orbita caratterizzata da un semiasse maggiore pari a 2,3408225 UA e da un'eccentricità di 0,3123175, inclinata di 20,59188° rispetto all'eclittica.
L'asteroide è dedicato a Griffin Swanson, figlio dello scopritore.